# Fernanda Seno
Fernanda Seno Cardeira Alves Valente (Canha (Montijo), 23 de fevereiro de 1942 — Lisboa, 19 de maio de 1996) foi uma poetisa, escritora, jornalista e professora portuguesa.

## Biografia
Fernanda Seno concluiu o ensino secundário em Évora e licenciou-se em Filologia Germânica na Faculdade de Letras da Universidade de Lisboa. Abraçou a carreira do ensino com estações em escolas de Almada, Reguengos de Monsaraz e Évora.
Como jornalista Fernanda Seno foi colaboradora da imprensa regional e local, contribuindo para os jornais "Mouranense", "Palavra", e "A Defesa". Foi chefe de redação no "Jornal de S. Brás" e redatora principal do Boletim "Igreja Eborense". Colaborou ainda - entre outros - na revista "Ao Largo" (Lisboa).
Em 1998 a Câmara Municipal de Évora homenageou-a atribuindo o nome da poetisa Fernanda Seno a uma rua do Bairro da Horta das Figueiras - a Rua Fernanda Seno.

## Obras
- As Palavras Às Vezes (1984)
- Trilho de Pó (1991)
- Cântico Vertical (1992)
- Na Fronteira da Luz (1997 - póstumo)